# Trigonostigma
Genre
Trigonostigma est un genre de poissons de la famille des Cyprinidae. Ils sont communément appelés « rasboras ».

## Liste d'espèces
Selon FishBase (26 juillet 2015) :
- Trigonostigma espei (Meinken, 1967)
- Trigonostigma hengeli (Meinken, 1956)
- Trigonostigma heteromorpha (Duncker, 1904) - rasbora arlequin
- Trigonostigma somphongsi (Meinken, 1958)

Selon NCBI (27 févr. 2011) :
- Trigonostigma espei
- Trigonostigma hengeli
- Trigonostigma heteromorpha

Selon ITIS (27 févr. 2011) :
- Trigonostigma espei (Meinken, 1967)
- Trigonostigma hengeli (Meinken, 1956)
- Trigonostigma heteromorpha (Duncker, 1904)
- Trigonostigma somphongsi (Meinken, 1958)